# Ерні Чолакіс
Е́рнест «Е́рні» Чола́кіс (англ. Ernest "Ernie" Cholakis; народився 17 вересня 1962, Вінніпег, Манітоба) — канадський хокеїст на траві. Грав за національну збірну Канади, у складі якої виступав на літніх Олімпійських іграх 1984 в Лос-Анджелесі, Каліфорнія. Там збірна Канади посіла 10-е загальнокомандне місце. Чолакіс має грецьке коріння.

## Міжнародні змагання
- 1984 — Олімпійські ігри, Лос-Анджелес (10-е)